# Jordan Francis
Pour les articles homonymes, voir Francis.
Jordan Francis (né le 10 mai 1992 à Toronto, Canada), aussi connu comme Jman est un acteur, danseur et chanteur américain.

## Biographie
Il commence en faisant de la publicité, et obtient à sept ans le rôle de Shuggie dans un épisode de Real Kids, Real Adventures. Il prend une pause dans sa carrière à la télévision et se produit dans des spectacles tels que Peter Pan (au Elgin's Theatre). Il double ensuite de Simba dans Le Roi lion de Disney. Il s'intéresse à la chanson, réalisant Text me your love, Girlz Trippin, I can be, Hey girl, 1 chief rocka et Gorgeous. Dans le film Camp Rock, il interprète le personnage de Barron et chante Start the Party ainsi que Hasta la Vista. Il figure également au casting de Camp Rock 2 et a tourné dans la série télévision Connor Undercover en onde sur Family Channel.

## Filmographie
- 1999 : Real Kids, Real Adventures(1 épisode) - Shuggie
- 2003 : Les Sauvetout - Berlingot (Custard)
- 2008 : Camp Rock (TV) - Barron
- 2010 : Camp Rock 2 - Barron